# Gemini 9
Gemini 9 (renommée Gemini 9A à la suite d'un changement de mission) est la septième mission habitée du programme Gemini et la treizième mission spatiale habitée américaine. La mission  est lancée le 3 juin 1966 avec à son bord  Thomas Stafford , commandant de la mission, et Eugene Cernan. Cet équipage remplace Elliot See et Charles Bassett qui se sont tués à l'entrainement quatre mois plus à bord de leur avion à réaction T-38 en effectuant un atterrissage par mauvais visibilité. Après le demi-échec de la mission Gemini 8, Gemini 9 en a récupéré les deux principaux objectifs : d'une part réaliser un rendez-vous spatial et s'amarrer à un engin spatial cible Agena et d'autre part effectuer une sortie extravéhiculaire avec l'AMU (Automatically Maneuvering UnitAMU), un prototype du Manned Maneuvering Unit. Mais le lancement de l'étage Agena échoue et il est remplacé par l'ATDA un petit engin spatial   ne disposant pas de capacité de manœuvres. L'équipage doit par ailleurs réaliser des photographies de la lumière zodiacale, mener deux expériences portant sur les micrométéorites et réaliser deux expériences technologiques et une expérience médicale. 
Une fois en orbite, l'équipage, après avoir effectué trois manœuvres pour adapter son orbite, parvient à moins de 8 mètres de l'ATDA qui a été lancé dans l'espace précédemment. Les astronautes confirment l'information fournie par des capteurs au sol à savoir que la coiffe recouvrant la pièce d'amarrage de l'ATDA est restée fixée au corps de la fusée empêchant de mener à bien l'amarrage des deux engins spatiaux. En conséquence le déroulement de la mission est modifiée et deux manœuvres de rendez-vous sont réalisées en simulant les opérations qui seront effectuées par le vaisseau Apollo et le module lunaire. Le lendemain Cernan entame une sortie extravéhiculaire en restant attaché au vaisseau par un cordon. Pour se déplacer il utilise un pistolet à gaz comprimé, déjà mis en œuvre durant la mission Gemini 4. Il était prévu que Cernan enfile l'AMU fixé à l'extérieur du vaisseau puis, après avoir permuté le système d'alimentation en oxygène désormais fourni par cet équipement, qu'il s'éloigne de 45 mètres du vaisseau en restant solidaire de celui-ci par un mince câble. Mais Cernan ne parvient à enfiler l'AMU qu'en fournissant quatre ou cinq fois plus d'efforts que prévu. Le système contrôlant l'environnement de sa combinaison spatiale ne parvient pas à faire face et la visière de l'astronaute est obscurci par la buée. Par ailleurs l'émetteur radio de l'AMU ne fonctionne pas correctement. La sortie est interrompue et Cernan réintègre l'habitacle après un séjour dans l'espace de 2 heures et 8 minutes. Le lendemain, la rentrée atmosphérique du vaisseau est déclenchée et celui-ci amerrit à seulement 700 mètres du point visé. Au cours de la mission, d'une durée de 3 jours et 20 minutes, le vaisseau boucle 47 orbites
En 2010, la capsule est exposée au centre spatial Kennedy, en Floride, aux États-Unis.

## Équipage
À l'origine, l'équipage de la mission est constitué ainsi :  
|                     | Pilote, commandant | Pilote          |
| Équipage principal  | Elliot See         | Charles Bassett |
| Équipage de réserve | Thomas Stafford    | Eugene Cernan   |

Mais le 28 février 1966, Elliot See et Charles Bassett se tuent dans l'écrasement de leur T-38 alors qu'ils font une approche, par mauvaise visibilité, sur l'aérodrome de Saint-Louis dans le Missouri. Ils percutent le hangar des usines McDonnell Aircraft Corporation où est assemblé le vaisseau Gemini 9.
L'équipage de réserve devient alors titulaire tandis que l'équipe de réserve prévue pour Gemini 10 devient celle de Gemini 9 :
|                     | Pilote, commandant  | Pilote            |
| Équipage principal  | Thomas Stafford (2) | Eugene Cernan (1) |
| Équipage de réserve | Jim Lovell          | Buzz Aldrin       |

## Objectifs
Gemini 9 hérite des deux objectifs principaux de Gemini 8, dont la mission a du être écourtée :
1. un rendez-vous et un amarrage avec un étage-cible Agena.
2. une sortie extravéhiculaire d'un des deux astronautes.

## Déroulement de la mission

### Premiers essais de lancement
La mission Gemini 9 est planifiée pour le 17 mai 1966. Un lanceur Atlas-Agena doit être lancé en tant que future cible orbitale pour cette mission suivie, 100 minutes plus tard, du lanceur Titan II GLV de Gemini 9. Mais le lancement de l'étage Agena est un échec : 130 secondes après le décollage, et dix secondes avant la séparation du premier étage, un des deux moteurs principaux du premier étage Atlas dysfonctionne : la tuyère se met à s'orienter de manière aléatoire déstabilisant la trajectoire du lanceur, qui s'abîme dans l'océan Atlantique.
À la suite de cet échec, la NASA est confrontée à un problème : comment faire voler la mission Gemini 9 le plus tôt possible, sans retarder le programme Gemini et le programme Apollo ? Il n'y a plus de cible Agena disponible, et les manœuvres de rendez-vous sont capitales pour la suite du programme. Un rendez-vous avec l'étage Agena de Gemini 8, toujours sur orbite, n'est pas possible car son orbite est trop dégradée, et ne dispose plus de carburant à la suite de tests ayant suivi l'échec de Gemini 8.
Mais, à la suite de l'explosion du lanceur Atlas avant la mission Gemini 6, la NASA avait chargé McDonnell Aircraft Corporation de concevoir une autre cible à bas coût, dénommée Augmented Target Docking Adapter (ATDA). Il est décidé de créer rapidement un autre lanceur cible, constitué d'un lanceur Atlas et de cette cible ATDA.
Le problème est que la cible ATDA est dépourvu, contrairement à l'étage Agena, de tout moteur-fusée : il était prévu que - après rendez-vous - le moteur-fusée de l'Agena soit utilisé pour augmenter l'altitude de la mission, pour rendre possible des manœuvres de rendez-vous complexes. Cela n'est plus possible, mais le reste de la mission peut rester quasiment identique. La nouvelle mission est planifiée pour le 1er juin 1966, et prend à cette occasion la dénomination de Gemini 9A, la mission étant différente.
Le 1er juin, le lancement a lieu sans problème, bien que la télémétrie indique que la coiffe de protection du module d'amarrage de la cible ATDA ne s'éjecte pas correctement, ce qui compromet toute tentative d'amarrage. Le lancement de Gemini 9A, lui, souffre de défaillances dans les communications entre les ordinateurs de bord et le sol, provoquant l'annulation de son lancement et un report de 48 heures.

### Lancement et premier rendez-vous

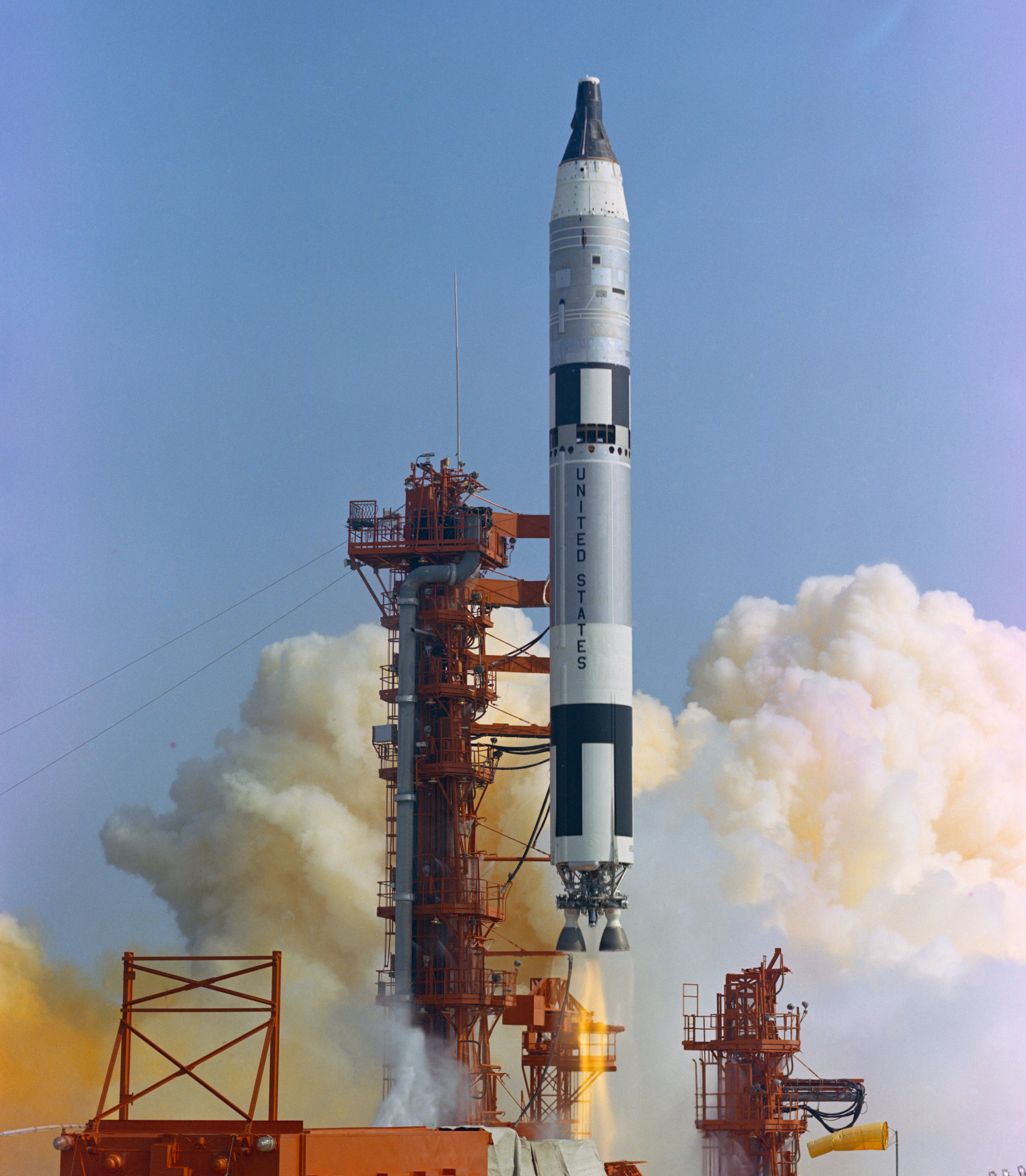
Le lancement de Gemini 9A, le 3 juin 1966.

Gemini 9A est finalement lancé le 3 juin 1966, à 08 h 39 du matin. À la troisième orbite, le rendez-vous avec la cible ATDA est effectué et Gemini 9A s'en rapproche à moins de 8 mètres. En s'approchant, l'équipage est en mesure de confirmer que les boulons explosifs ont fonctionné mais que les câbles de maintien, trop bien serrées, maintiennent la coiffe en place, faisant ressembler la cible ATDA à un « alligator en colère » selon l'expression de Thomas Stafford.
Des tentatives sont faites pour essayer d'enlever la coiffe : des ordres sont envoyés pour resserrer ou desserrer le collier maintenant la coiffe en place à sa base, sans succès autre que d'ouvrir ou fermer les « mâchoires » de l'alligator. Une manœuvre est envisagée où Stafford approche le vaisseau Gemini, et essaie d'enlever la coiffe avec le « nez » du vaisseau Gemini ; solution abandonnée car le nez contient les parachutes d’amerrissage qui risquent d'être endommagés dans la manœuvre.

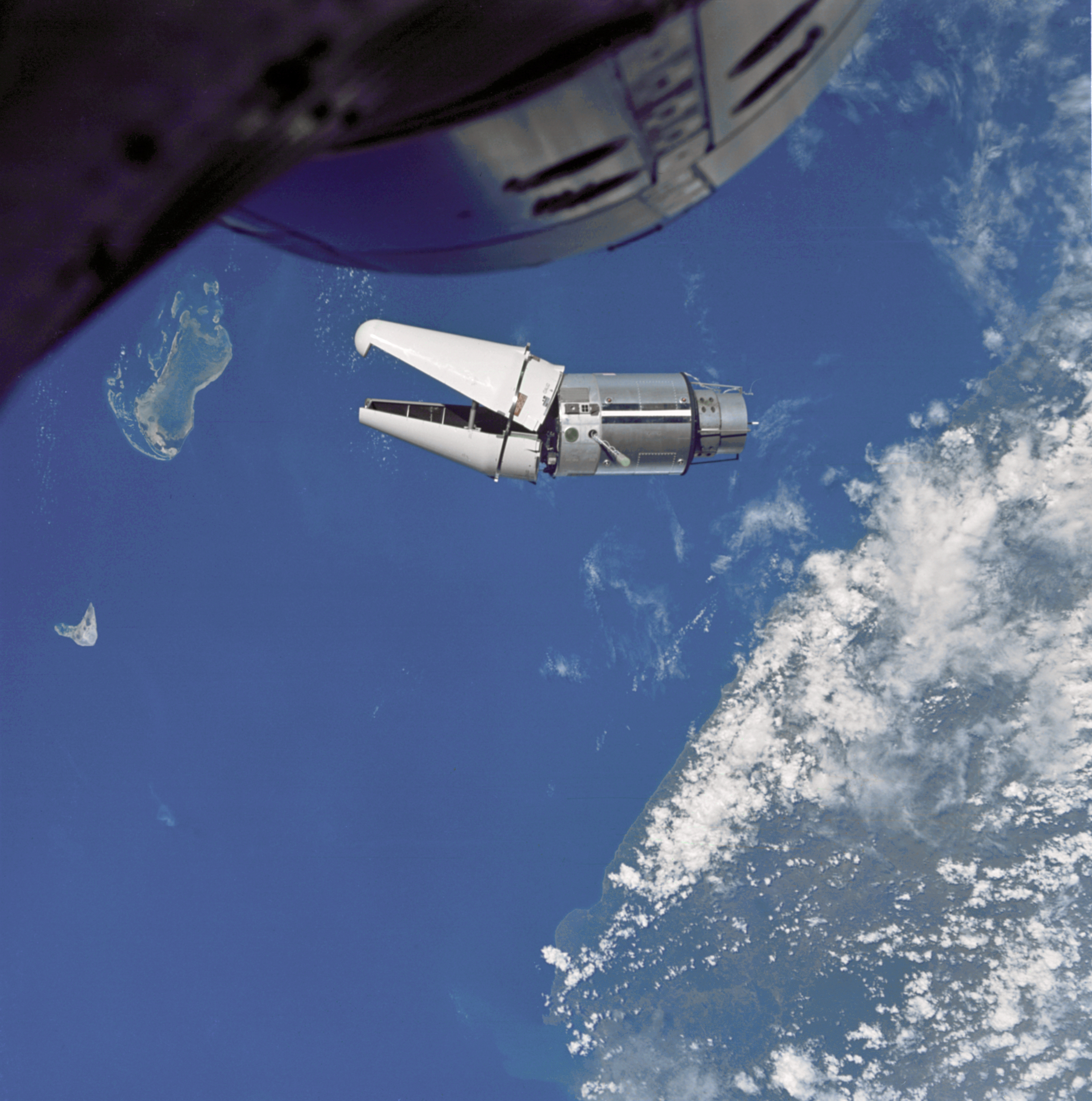
La cible ATDA, ressemblant à un « alligator en colère » à la suite du mauvais largage de la coiffe.

Deke Slayton a rapporté que Buzz Aldrin se fait alors l'avocat d'une solution où Eugene Cernan fait une sortie extravéhiculaire (EVA), pour tenter de couper le collier avec des ciseaux chirurgicaux issus de la trousse de secours de Gemini-9A. Des tests sont faits au sol pour simuler cette solution, qui montrent des risques substantiels, étant donné les bords coupants de la coiffe, les risques d'explosion des boulons explosifs qui ne se sont pas déclenchés, et le manque total d'expérience de travaux en sortie extravéhiculaire. Slayton explique qu'il a eu du mal à maintenir Aldrin dans l'équipage de Gemini 12, Robert Gilruth – le directeur du Manned Spaceflight Center de Houston – étant inquiet de voir voler un homme pouvant imaginer une solution aussi risquée.
Toute tentative d'amarrage est abandonnée, mais les deux rendez-vous complémentaires programmés sont tout de même réalisés sans amarrage.

### Second rendez-vous
Le second rendez-vous consiste à simuler la panne du radar de rendez-vous, et effectuer un rendez-vous en n'utilisant qu'un sextant, les étoiles, un ordinateur rudimentaire et une règle à calcul, pour démontrer la faisabilité d'un rendez-vous dans ces conditions. Cinq heures après le début de la mission, Stafford place le vaisseau spatial sur une orbite synchronisée à celle de la cible, c'est-à-dire possédant la même période de révolution, mais avec un apogée et un périgée différents. Pour ce faire, il effectue une poussée radiale de 35 secondes vers le bas, et l'équipage commence une série de quatre manœuvres pour se retrouver sur l'orbite de la cible ATDA.
Cela s'avère extraordinairement difficile – il suffit d'une très légère erreur pour se perdre définitivement – et épuisant intellectuellement et physiquement. Malgré tout, une orbite plus tard - six heures et demie après le début de la mission - Gemini 9A arrive à retrouver la cible ATDA. Mais les deux astronautes sont tellement épuisés, qu'une période non planifiée de repos de sept heures est accordée par Houston : il reste un rendez-vous complexe à effectuer et une sortie extravéhiculaire.

### Troisième rendez-vous

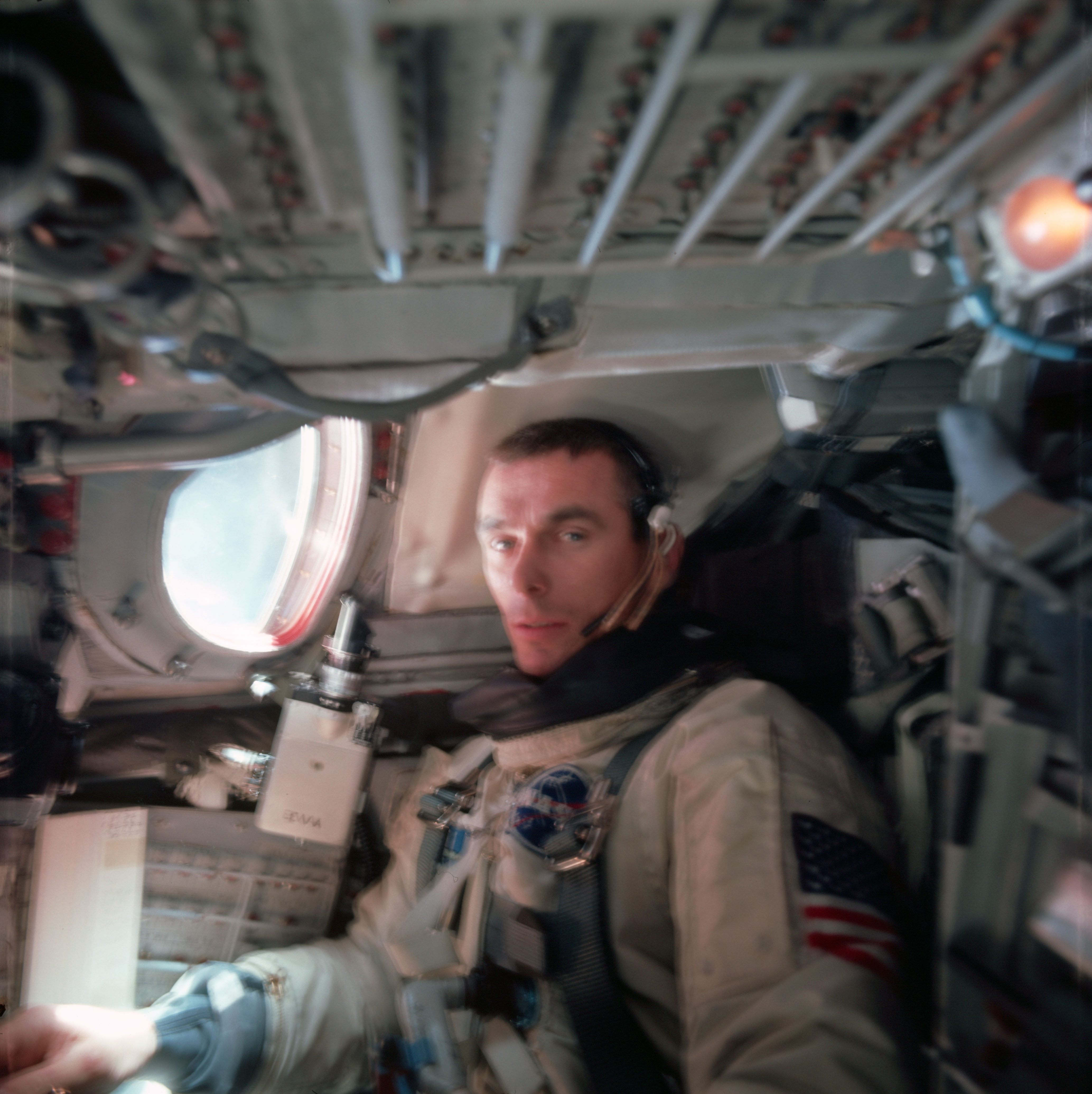
Cernan pendant le vol.

Le troisième rendez-vous consiste à simuler les procédures qu'un module de commande et de service Apollo doit réaliser pour secourir un module lunaire en panne en orbite lunaire basse. Gemini doit donc faire son rendez-vous « par le haut », rendant la cible ATDA pratiquement indétectable visuellement sur le fond lumineux et brillant de la Terre. L'ordinateur de bord gérant mal les données du radar de rendez-vous dans ces conditions, c'est de nouveau à la règle à calcul et aux étoiles que ce rendez-vous est fait. Stafford place le vaisseau spatial sur une orbite quasi circulaire à 308 km d'altitude (la cible ATDA est sur une orbite circulaire de 298 km d'altitude). En trois heures, dix-sept heures après le début de la mission, ils arrivent à rejoindre la cible ATDA. Mais la procédure dure plus longtemps que prévu, ne laissant que juste assez de carburant pour la désorbitation et la rentrée dans l'atmosphère.
Mais Stafford et Cernan sont de nouveau complètement épuisés. Normalement, la sortie extravéhiculaire doit être faite dans la foulée, mais Stafford – prenant ses responsabilités de commandant – revendique une nouvelle période de repos à Houston, qui accueille cette demande presque comme une mutinerie, mais finit par l'accorder. Les deux astronautes peuvent s'endormir pour dix heures de repos. 
Pendant ce temps, Houston s'interroge : la sortie extravéhiculaire doit-elle être pratiquée étant donné l'état physique des astronautes et le niveau restant de carburant ? Il est décidé que Gemini 9A passe une journée entière à dériver dans l'espace, en prenant des photos et en pratiquant des expériences mineures pour laisser à l'équipage le temps de complètement récupérer, avant de procéder à la sortie dans l'espace le troisième jour.
Parmi les expériences réalisées, des photographies de la lumière du ciel nocturne, de la lumière zodiacale, et de la Voie lactée, qui devaient être réalisées lors de la sortie dans l'espace, sont prises finalement de l'intérieur du vaisseau pour des problèmes d'ordre technique. Quarante-quatre images utilisables sont faites, ainsi que 160 photographies de la Terre. Une expérience médicale est réalisée, consistant à étudier les effets du stress sur les sécrétions de liquide biologique, ce qui implique de recueillir et de libeller soigneusement toutes leurs sécrétions ; tâches peu gratifiantes auxquelles les astronautes se soumettent de mauvaise grâce.

### La sortie dans l'espace
Le 5 juin, l'équipage dépressurise la cabine et Cernan commence sa sortie extravéhiculaire (EVA). C'est la deuxième sortie dans l'espace effectuée par les Américains après celle de Edward White lors de Gemini 4, exactement un an et deux jours auparavant. Il n'existe donc à ce moment pratiquement aucun retour d'expérience sur ce genre de sortie, celle d'Ed White ayant duré seulement 21 minutes, sans activité spéciale.

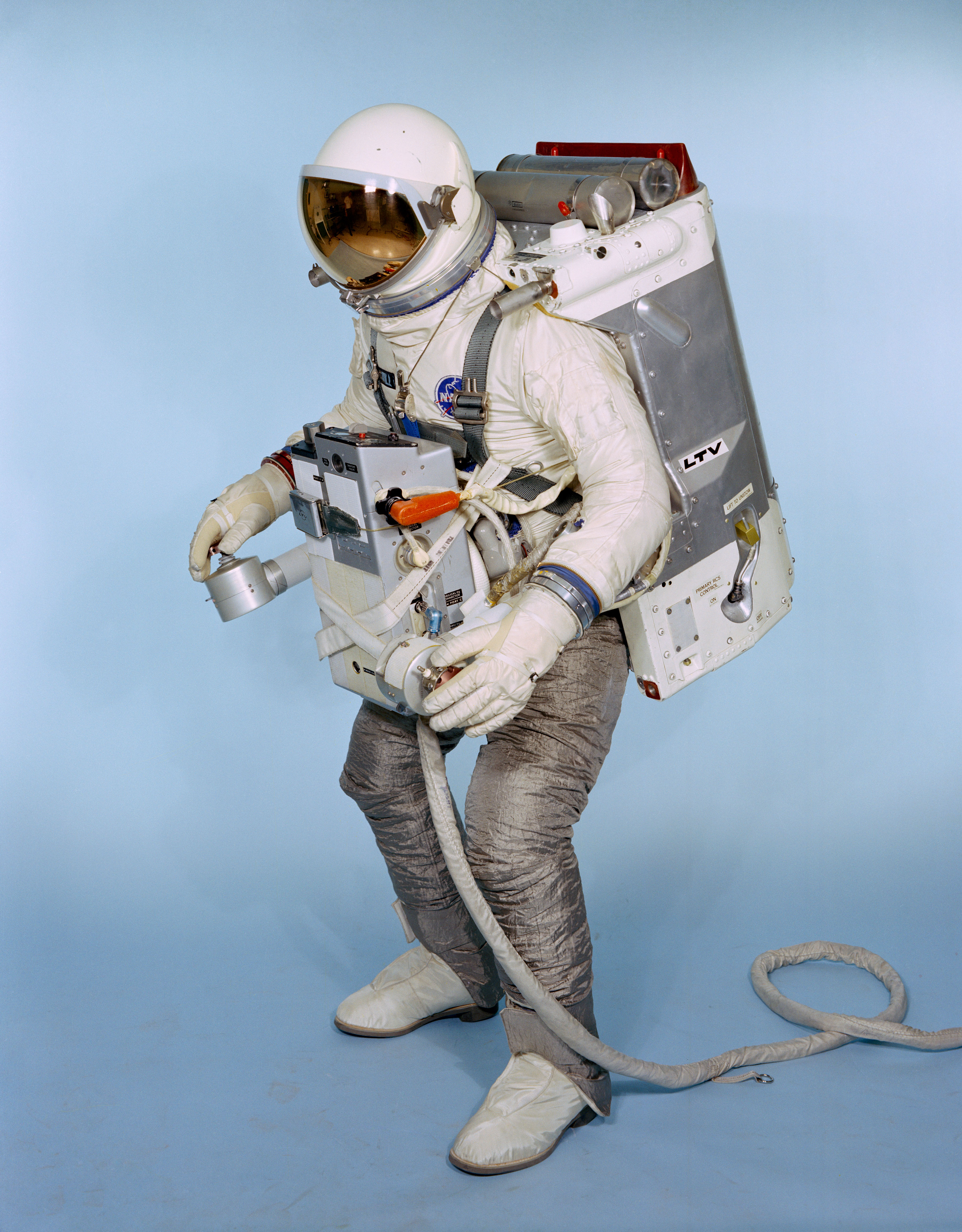
L'AMU sur le dos d'un astronaute, et sa console de contrôle sur le devant.

Cette sortie est planifiée pour durer 2 heures 30, et doit permettre de tester une unité de manœuvre qui permet de propulser et orienter un astronaute dans l'espace : l'AMU. Cet engin est une sorte de sac à dos rectangulaire, pesant 69 kg, et possédant une sorte de selle où l'astronaute peut prendre place. Il dispose de 12 petits propulseurs, permettant l'orientation et la propulsion, utilisant du peroxyde d'hydrogène. Il contient également des systèmes de stabilisation manuels et automatiques, un système de support de vie intégré permettant de couper tout lien avec le vaisseau Gemini, et des systèmes de communication et de télémétrie.
Gemini 8 devait effectuer une sortie extravéhiculaire préalable, avant d'essayer l'AMU, mais cette mission a été annulée. Cernan doit alors dans la même mission effectuer la première sortie dans l'espace complexe et le test de l'AMU.

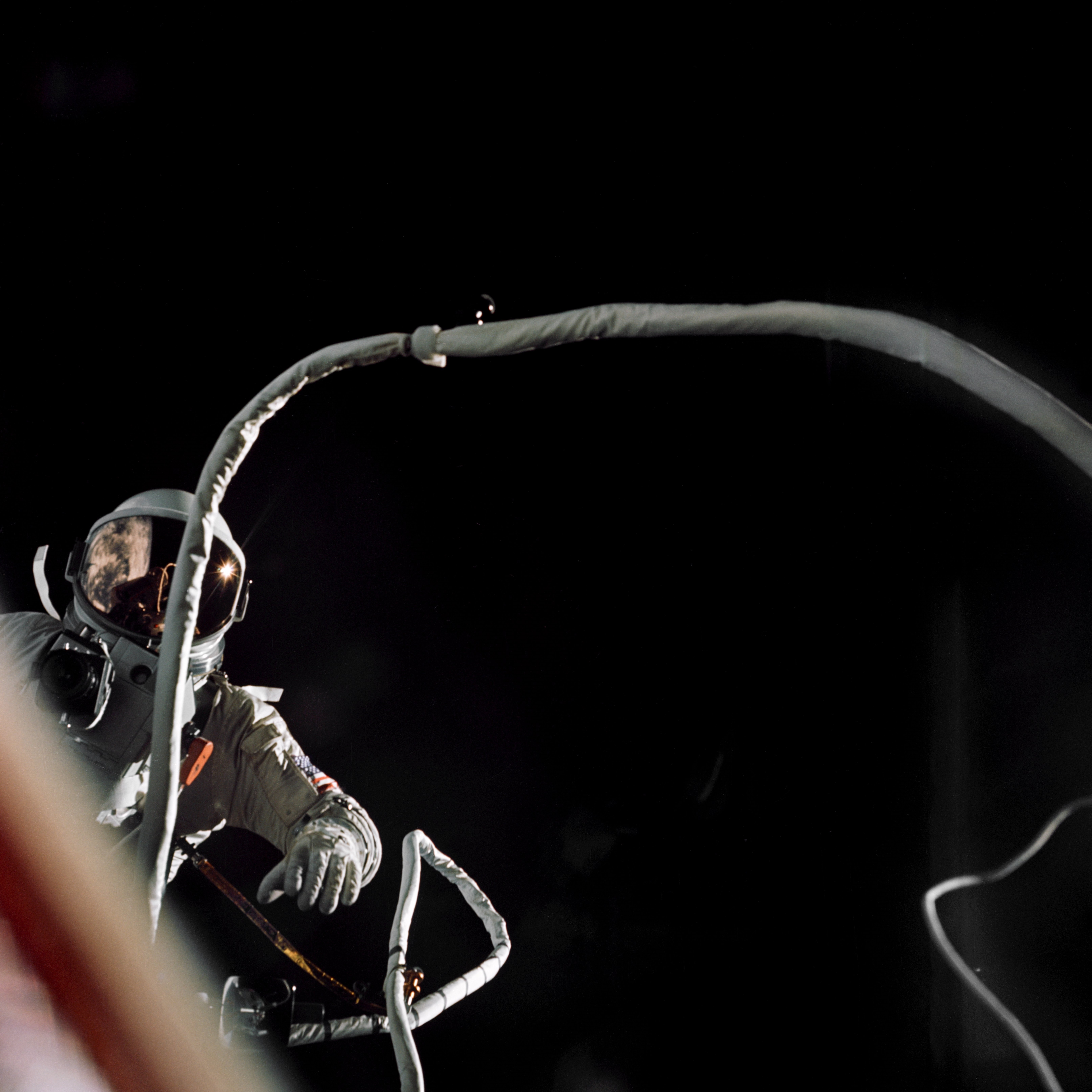
Une des rares photos de Cernan durant la sortie extravéhiculaire.

Cernan sort donc du vaisseau à 10 h 02 (heure de Houston), à la 31e orbite. Il est relié au vaisseau Gemini par un « cordon ombilical » de 7,5 mètres, apportant l'oxygène, l’électricité et les communications en provenance du vaisseau, et retournant à celui-ci les données médicales de l'astronaute. La combinaison spatiale, pressurisée et épaissie par un système d'isolation et de climatisation nécessaire à la sortie dans l'espace, est presque complètement rigide – « elle a la flexibilité d'une vieille armure rouillée », rendant tout mouvement difficile et exténuant.
Après avoir détaché un détecteur d'impact de micrométéorites et attaché une sorte de rétroviseur sur le nez de Gemini-9A, permettant à Stafford de suivre plus aisément la sortie, Cernan doit évaluer comment un astronaute peut se déplacer en agissant sur son ombilical, et en utilisant les points d'accroche sur le vaisseau. Il éprouve bientôt de grandes difficultés à se déplacer et à contrôler les mouvements de l'ombilical, qui semble mener sa propre vie, et – par le jeu d'action/réaction – perturbe à tout instant la trajectoire de l'astronaute qui a grand mal à se stabiliser. Le vaisseau n'est pourvu que de quelques points d'accroche, insuffisants pour que Cernan puisse se stabiliser et se déplacer efficacement.
Après 30 minutes passées à se battre avec l'ombilical et tenter de se stabiliser, Cernan fait une pause et s'apprête à tester l'AMU. Celui-ci est stocké à l'arrière du vaisseau Gemini, dans une baie de stockage (le vaisseau Gemini n'a pas de moteur principal à l'arrière) que Cernan doit atteindre pour mettre en service l'AMU et transférer l'ombilical d'alimentation d'oxygène et de communications du vaisseau vers l'AMU avant de commencer à utiliser l'engin.

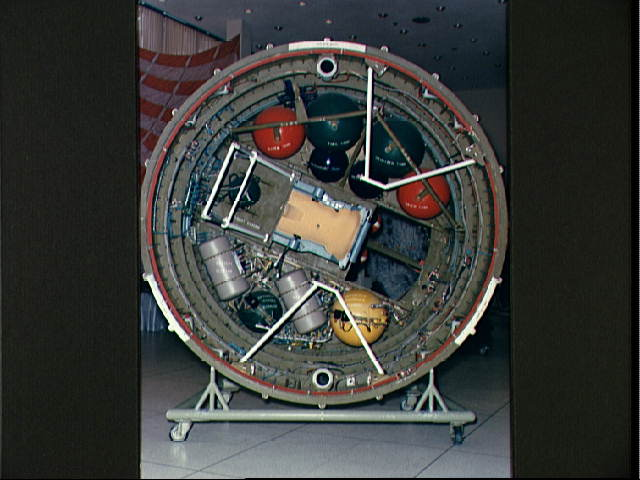
Vue de la baie d'équipement à l'arrière de la capsule Gemini 9A. L'AMU est stocké au centre. Les deux trous en haut et en bas sont deux petites tuyères permettant les changements d'orbites et la désorbitation.

Cernan progresse méthodiquement vers l'arrière du vaisseau, et – au moment où il atteint celui-ci – le vaisseau spatial passe du côté obscur de la Terre. Cernan doit donc travailler à la lumière de ses deux lampes torches situées sur son casque, dont l'une s'avère être en panne. Handicapé par le manque de lumière, la rigidité de sa combinaison et surtout par le manque de point d'appui sur le vaisseau spatial pour se stabiliser, Cernan met cinq fois plus de temps que prévu à mettre en service l'AMU, 01 h 37 se sont déjà écoulées.
Cette mise en service nécessite des efforts considérables, et le système de climatisation de la combinaison a du mal à compenser  la chaleur et la sueur dégagées par Cernan. Les données médicales recueillies au sol montrent que Cernan brûle autant d'énergie que s'il monte cent marches par minute, et son cœur bat trois fois plus vite que la normale. De la buée commence à se former à l'intérieur du casque, qu'il est impossible d'enlever autrement qu'avec le bout de son nez. De plus, Cernan se détache de l'ombilical du vaisseau pour se rattacher à l'AMU, les communications passent maintenant par l'AMU, et s'avèrent extrêmement mauvaises.
Face à toutes ces difficultés, Stafford prend de nouveau ses responsabilités de commandant et annule le test de l'AMU. Il reste 25 minutes avant que le vaisseau ne passe de nouveau du côté obscur de la Terre et Cernan doit se détacher de l'AMU et rentrer dans le vaisseau, ce qui n'est pas la partie la plus facile de la sortie dans l'espace.
En effet, la place à l'intérieur du vaisseau Gemini est très exiguë, de l'ordre du volume des deux places avant d'une automobile. La combinaison étant très rigide, et les positions possibles dans le vaisseau très restreintes, Cernan peine à rentrer dans le vaisseau Gemini. Dans l'action, Cernan donne accidentellement un coup de pied dans la caméra Hasselblad ayant photographié toute la sortie, qui est projeté dans l'espace, ce qui explique qu'il n'existe que très peu de photos de cette sortie. Presque rentré dans le vaisseau, Cernan s'aperçoit qu'il ne peut pas fermer l'écoutille. Il est contraint de se tasser comme il peut, dans une position extrêmement douloureuse qu'il ne peut soulager que lorsque le vaisseau est enfin pressurisé et que la combinaison s'assouplit quelque peu. La sortie a duré 02 h 09.

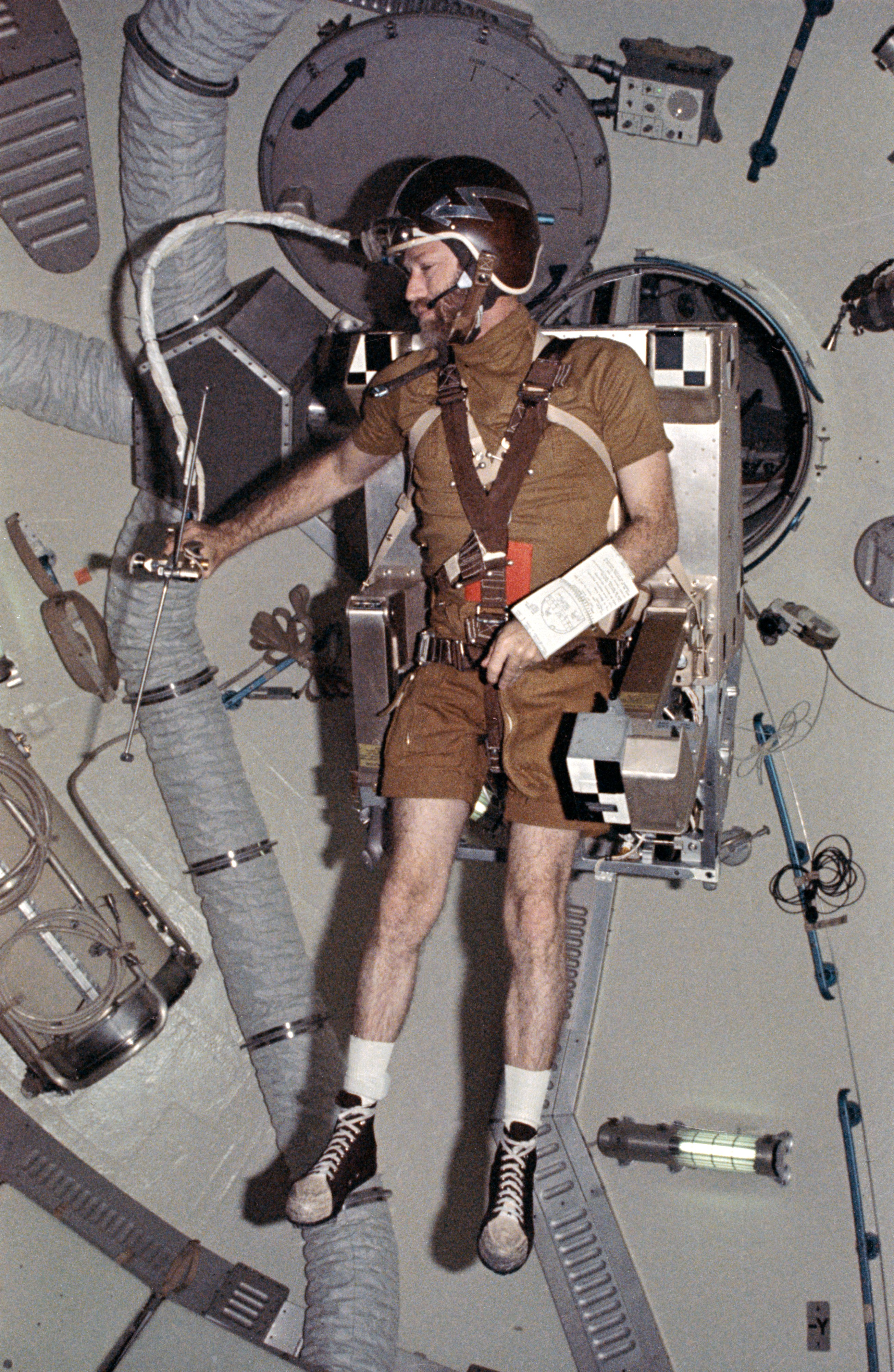
L'ASMU essayé par Gerald Carr dans l'atelier orbital du Skylab.

Les Américains renoncent à essayer l'AMU dans le cadre du programme Gemini, attendant 1973 pour confier aux astronautes Alan Bean puis Gerald Carr le soin de le faire à l'intérieur de la station spatiale Skylab, sous le nom de ASMU (Automatically Stabilized Maneuvering Unit). Et ce n'est qu'en 1984 que Bruce McCandless effectue la première sortie autonome, depuis la navette spatiale Challenger, l'appareillage prenant cette fois le nom de Manned Maneuvering Unit (MMU).

### Rentrée dans l'atmosphère et amerrissage

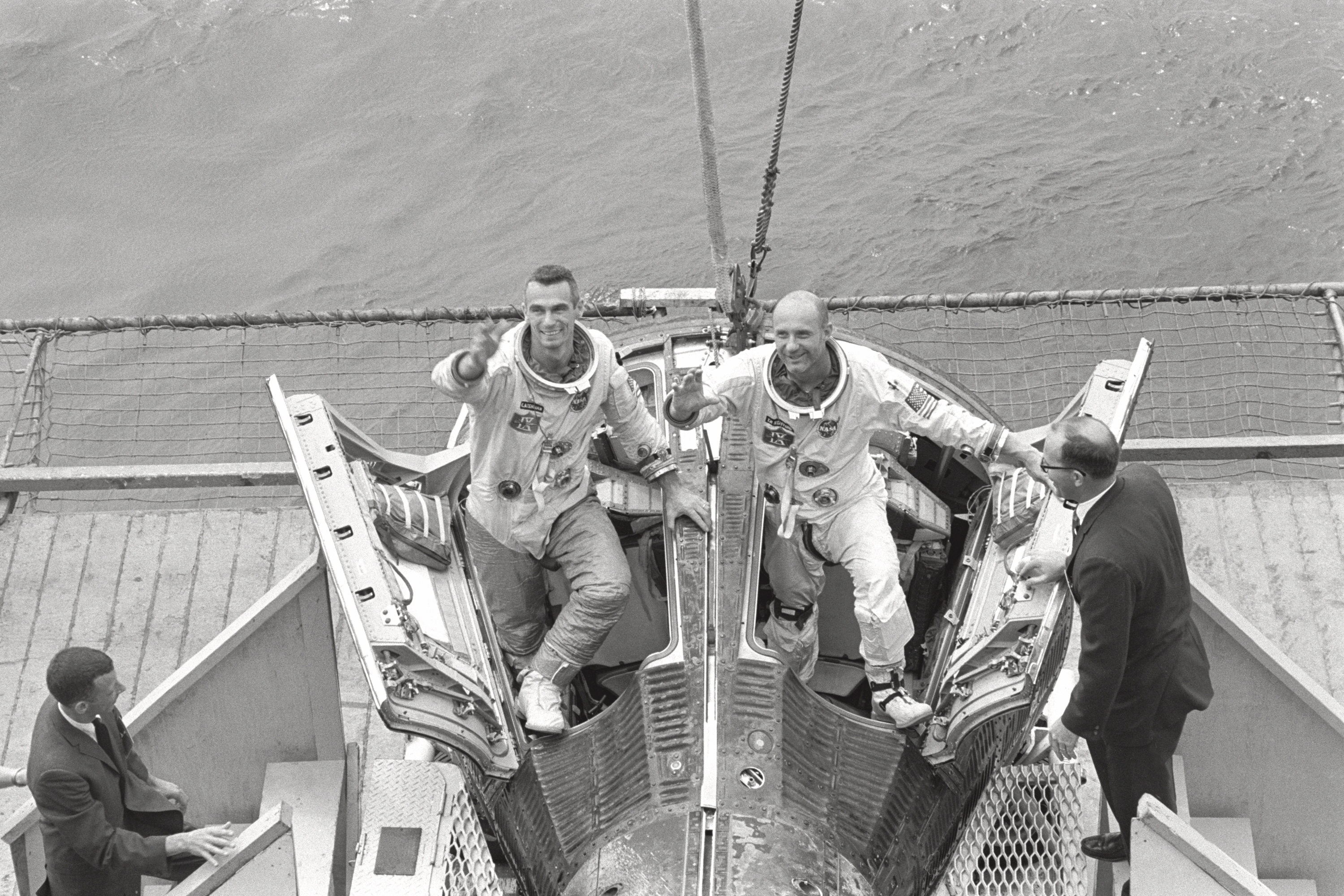
Cernan et Stafford descendant de la capsule, après que celle-ci a été transférée sur le navire récupérateur.

À la fin de la 47e orbite, Gemini 9A entame la procédure de rentrée dans l'atmosphère. Après une descente sans problème, Gemini 9A amerrit à 550 km à l'est de Cap Canaveral. C'est un des amerrissages les plus précis, avec une erreur de moins de 700 m par rapport au point planifié. Ils sont si près du navire récupérateur, l'USS Wasp (CV-18), que les astronautes sont restés à l'intérieur de la capsule, tandis que celle-ci est transférée sur le navire.

## Bilan de la mission
Au total, la mission est considérée par Robert Gilruth, directeur du centre des vols habités, comme globalement « extrêmement réussie, malgré les déboires et les revers, et que beaucoup sera appris de ceux-ci ». Les rendez-vous réussis ont validé la solution retenue pour Apollo de rendez-vous spatial autour de la Lune entre le module lunaire et le module de commande et de service, et l’amerrissage précis a montré la maîtrise de la rentrée dans l’atmosphère. 

### Raisons de l'échec du largage de la coiffe de l'ATDA
Après la mission, il est apparu que le problème de la coiffe était dû à un problème de communication entre McDonnell Aircraft Corporation qui construisait l'ATDA, et Douglas Aircraft Company (à l'époque entités séparées) à qui était sous-traitée la coiffe. Un ingénieur de Douglas a validé le fonctionnement de la coiffe, mais sans raccorder les câbles commandant l'explosion des boulons, pour des raisons de sécurité. Ayant dû quitter précipitamment le test car sa femme était enceinte, il a laissé une note pour les ingénieurs de McDonnell demandant de « raccorder les câbles ». Le lendemain, ceux-ci ont tenté de raccorder les câbles, en suivant une documentation peu claire de McDonnell, elle-même mal copiée depuis la documentation de Douglas, et ont raccordé comme ils ont pu.
La commission d'enquête en tira des conséquences pour établir des procédures plus rigoureuses quand plusieurs sous-traitants sont impliqués dans un même système.

### Conséquences de l'échec de la sortie dans l'espace
Les réunions-bilan (débriefings) conclurent que les difficultés du travail en sortie extravéhiculaire ont été sous-estimées et non anticipées. Parmi les mesures et actions prises pour préparer au mieux les futures sorties dans l'espace, on compte notamment  :
- L'amélioration de l'entraînement des astronautes aux sorties extravéhiculaires dans un laboratoire de flottabilité neutre — une piscine chargée de reproduire au maximum les conditions de travail en apesanteur — qui est mis en œuvre dès la rentrée 1966.
- Un raccourcissement de l'ombilical de 7,5 m à 4 m, pour éviter la formation de boucles et diminuer les mouvements propres de l'ombilical.
- La mise en place de davantage de points d'appui et d'accroche sur l'extérieur du module de commande, ainsi que de cavités pour pouvoir placer et arrimer les pieds.
- D'après Jack Schmitt, astronaute sur Apollo 17, la sortie dans l'espace de Gemini 9A a mis en évidence les problèmes de climatisation des combinaisons spatiales, et permis de gérer le problème pour les missions Apollo. En effet, c'est à la suite des problèmes de Cernan que la climatisation des combinaisons Apollo par refroidissement liquide est imaginée et mise au point (au lieu de refroidissement par air pour Gemini)[1].